# Le Tronchet (Sarthe)
Le Tronchet é uma comuna francesa na região administrativa do País do Loire, no departamento de Sarthe. Estende-se por uma área de 3.9 km². Em 2010 a comuna tinha 165 habitantes (densidade: 42,3 hab./km²).